# Ère Hōen
L'ère Hōen (保延) est une des ères du Japon (年号, nengō, lit. « nom de l'année ») après l'ère Chōshō et avant l'ère Eiji. Cette ère couvre la période allant du mois de septembre 1135 au mois de juillet 1141. L'empereur régnant est Sutoku-tennō (崇徳天皇).

## Changement d'ère
- 15 février 1035 Hōen gannen (保延元年?) : Le nom de la nouvelle ère est créé pour marquer un événement ou une série d'événements. L'ère précédente se termine là où commence la nouvelle, en Chōshō 4, le 27e jour du 4e mois de 1135[3].

## Événements de l'ère Hōen
- 1136 (Hōen 2, 3e mois) : L'ancien empereur Toba organise un grand banquet[4].
- 1136 (Hōen 2, 5e mois) : Le sadaijin Fujiwara Ieyetada meurt à l'âge de 75 ans[4].
- 1136 (Hōen 2, 12e mois) : L'udaijin Minamoto no Arihito est nommé sadaijin et le naidaijin Fujiwara Munetada udaijin[4].
- 1136 (Hōen 2, 12e mois) : Fujiwara no Yorinaga est nommé « ministre du centre » (naidaijin) à l'âge de 17 ans[5].
- 1138 (Hōen 4, 2e mois) : L'udaijin Munetada se rase la tête à l'âge de 77 ans et devient prêtre bouddhiste[4].
- 1138 (Hōen 4, 9e mois) : L'ancien empereur Toba se rend au mont Hiei où il reste sept jours[4].
- 2 mai 1140 (Hōen 6, 14e jour du 4e mois) : Les prêtres des temples bouddhistes du mont Hiei se réunissent pour incendier de nouveau le Mii-dera[6].

| Hōen      | 1er  | 2e   | 3e   | 4e   | 5e   | 6e   | 7e   |
| --------- | ---- | ---- | ---- | ---- | ---- | ---- | ---- |
| Grégorien | 1135 | 1136 | 1137 | 1138 | 1139 | 1140 | 1141 |